# Tommy Schönstedt
Björn Tommy Schönstedt, född 24 april 1952 i Skellefteå, är en svensk journalist, som är verksam på Expressen sedan 1979.

## Biografi
Schönstedt började 16 år gammal som radskrivare på lokaltidningen Norra Västerbotten i Skellefteå. Han anställdes 1978 som reporter på veckotidningen Se i Stockholm. Samma dag anställdes också TV4-journalisten Lennart Ekdal på Se.
Schönstedt har förutom reporterjobbet haft en rad poster på Expressen, bland annat nyhetschef, informationsredaktör, chef för Stockholmsredaktionen och Expressens kvällsupplaga som lades ned 2001. 1996-1998 var han redaktionschef och senare chefredaktör för veckotidningen Se & Hör. 1996-1999 var han pr-konsult på Effektiva Media i Stockholm och ansvarade bland annat för lanseringen av Lasse Kronér som ny programledare för Bingolotto efter Leif "Loket" Olsson.
Schönstedt startade 1994 tillsammans med bland annat DN-journalisterna Arne Ruth och Karin Bojs Reportrar utan gränser i Sverige.
Han har tagit emot priser, bland annat FUB:s journalistpris och fått utmärkelsen "Årets blodgivarinsats" 2008. Dessutom blev han utsedd till den förste pristagaren av tidningen Resumés Guldkrattan 2004.
Schönstedt var förste reporter som anlände till Olof Palmes mordplats den 28 februari 1986 och han har bevakat flera stora nyhetshändelser på plats, bland annat Estoniakatastrofen och Tsunamikatastrofen i Thailand.